# Siège de Caudebec
 (novembre 2023).
La mise en forme du texte ne suit pas les recommandations de Wikipédia : il faut le « wikifier ».
Les points d'amélioration suivants sont les cas les plus fréquents :
- Les titres sont pré-formatés par le logiciel. Ils ne sont ni en capitales, ni en gras.
- Le texte ne doit pas être écrit en capitales (les noms de famille non plus), ni en gras, ni en italique, ni en « petit »…
- Le gras n'est utilisé que pour surligner le titre de l'article dans l'introduction, une seule fois.
- L'italique est rarement utilisé : mots en langue étrangère, titres d'œuvres, noms de bateaux, etc.
- Les citations ne sont pas en italique mais en corps de texte normal. Elles sont entourées par des guillemets français : « et ».
- Les listes à puces sont à éviter, des paragraphes rédigés étant largement préférés. Les tableaux sont à réserver à la présentation de données structurées (résultats, etc.).
- Les appels de note de bas de page (petits chiffres en exposant, introduits par l'outil «  Source ») sont à placer entre la fin de phrase et le point final[comme ça].
- Les liens internes (vers d'autres articles de Wikipédia) sont à choisir avec parcimonie. Créez des liens vers des articles approfondissant le sujet. Les termes génériques sans rapport avec le sujet sont à éviter, ainsi que les répétitions de liens vers un même terme.
- Les liens externes sont à placer uniquement dans une section « Liens externes », à la fin de l'article. Ces liens sont à choisir avec parcimonie suivant les règles définies. Si un lien sert de source à l'article, son insertion dans le texte est à faire par les notes de bas de page.
- La présentation des références doit suivre les conventions bibliographiques. Il est recommandé d'utiliser les modèles {{Ouvrage}}, {{Chapitre}}, {{Article}}, {{Lien web}} et/ou {{Bibliographie}}. Le mode d'édition visuel peut mettre en forme automatiquement les références.
- Insérer une infobox (cadre d'informations à droite) n'est pas obligatoire pour parachever la mise en page.

Pour une aide détaillée, merci de consulter Aide:Wikification.
Si vous pensez que ces points ont été résolus, vous pouvez retirer ce bandeau et améliorer la mise en forme d'un autre article.
Huitième guerre de Religion (1585–1598)
Le siège de Caudebec aussi appelé retraite du duc de Parme était un événement militaire qui a eu lieu entre le 24 avril et le 21 mai 1592 dans le cadre des guerres de Religion françaises et de la guerre anglo-espagnole (1585-1604). Les forces espagnoles et françaises de la Ligue catholique du duc de Parme avaient capturé la ville de Caudebec-en-Caux sur la Seine, où elles se retrouvèrent bientôt piégées par l'armée protestante royaliste renforcée dirigée par Henri de Navarre, composée de troupes françaises, anglaises et hollandaises. Voyant que les forces d'Henri l'avaient maintenant encerclé, Parme voyant que la défaite était inévitable, fit traverser la rivière à ses 15 000 hommes en une seule nuit pour s'échapper et se retirer vers le sud.

## Contexte historique
Le 23 décembre 1588, le roi Henri III fait assassiné Henri Ier de Guise au château de Blois. Le roi avait dû s'y réfugier et ouvrir les états généraux en raison de la situation catastrophique de la France et de l'hostilité de sa capitale à rallier à la maison de Guise, lors de la journée des Barricades, le 13 mai 1588. Henri III étant sans héritier, certaines familles espèrent sa mort dont la maison de Guise. Le roi avait été mis au courant de ce que les Guises manigançaient. Après avoir assassiné Henri Ier de Guise et son frère Louis de Lorraine, leur sœur Catherine de Lorraine parti pour Paris car la ville soutenait la cause de la maison de Guise, elle y rallia son frère Charles de Mayenne. Henri III n'a plus qu'un successeur en liste, Henri de Navarre futur Henri IV. Les Guises en plus d'un appui d'une partie de la France cherche le soutien du royaume d'Espagne. La guerre est mal partie pour les Guises, ils perdent du terrain et l'armée royale et protestante avance sur Paris. Le 2 août 1589, Henri III est assassiné à son tour par un moine. Henri IV devient le nouveau roi de France et de Navarre. En octobre 1589, Henri IV met le siège devant Paris. En 1590, l'Espagne envoie des renforts aux Pays-Bas espagnols aidant ainsi Charles de Mayenne à lutter contre le roi. L'année est difficile, chacun des partis essayant de conserver ce qu'il a en prenant la part de l'autre. En janvier 1591, Henri IV tente de s'emparer par ruse de Paris, lors de la journée des Farines, mais ce sera un échec. En février 1591 les parisiens reçoivent le soutien d'une armée espagnole et napolitaine qui entre dans la ville. Après la chute de Chartres, Charles de Mayenne revient à Paris et fait pendre les plus extrémistes des Ligueurs. En 1592, l'Espagne envoie un million d'écus à la ligue, l'Espagne négocie parallèlement tout comme Charles de Mayenne négocient avec Henri IV, cela ne les empêche pas de continuer leurs campagnes militaires. C'est dans ce contexte que le Siège de Caudebec s'inscrit.

## Arrière-plan du Siège
Les forces catholiques du duc de Parme avaient relevé le siège de Rouen en avril 1592 et avaient habilement évité un engagement avec l'armée protestante d'Henri IV . Après être entré dans Rouen, Parme marche ensuite vers l'ouest et vers Caudebec-en-Caux sur la Seine dans le pays de Caux, ville barrant la route à l'importante route vers le port du Havre. Au même moment, l'armée d'Henri avait été affaiblie par la maladie et les désertions au profit de la Ligue catholique et devait s'arrêter pour se ravitailler. Une fois cela fait, Henri IV fut renforcé par le duc François de Montpensier qui venait de sécuriser l'ouest de la Normandie avec la prise d'Avranches et ainsi les deux hommes étaient maintenant prêts à reprendre le terrain. L'armée d'Henri IV, comptant au total 25 000 hommes, comprenait un important contingent anglais de 7 000 hommes, 3 000 Néerlandais, ainsi qu'une importante force de cavalerie, presque entièrement française. De plus, la voie maritime vers la Seine était exploitée et contrôlée par plusieurs navires de guerre néerlandais en soutien aux forces d'Henri IV.
Les forces du duc de Parme prirent facilement Caudebec-en-Caux et entreprirent ainsi d'améliorer les défenses de la ville.

## Siège
Le duc de Parme souhaitait garder la Seine ouverte pour le ravitaillement et pour le transport de ses troupes. Henri IV a vu l'opportunité dans l'erreur stratégique de Parme. Cela a permis aux forces espagnoles d'être entraînées dans un triangle étroit entre la mer et le fleuve dans lequel les navires hollandais étaient présents. Henri IV avait obtenu le contrôle de la Seine en amont et en aval de Caudebec-en-Caux, en détenant le Pont de l'Arche, le dernier pont sur la rivière entre Rouen et Caudebec.
À l'approche de la ville par Henri, les forces catholiques se préparèrent à un siège, mais en quelques jours, avec un nombre écrasant, les ouvrages extérieurs de la Ligue furent facilement submergés, laissant la ville exposée. Pendant ce temps, Parme a reçu une blessure au bras sous l'épaule alors qu'elle visitait un emplacement de canon ; le Charles de Mayenne prend le contrôle tandis que Parme est en convalescence. Chaque passage fut alors occupé et fortifié par le roi, de violentes escarmouches avaient lieu chaque jour, mais enfin Henri vit toutes ses opérations réussies, et l'armée de la Ligue s'enferma entre le fleuve et la mer.
Le troisième jour, les forces d'Henri réussirent à couper et à forcer la reddition d'une division de cavalerie légère cantonnée à proximité. Une grande quantité de bagages, de nourriture, d'argenterie et d'argent tomba entre les mains des hommes du roi, plaçant ainsi une situation difficile pour les hommes de Parme déjà en manque de provisions.
Parme était dans une situation désespérée : traverser le fleuve était le seul moyen de retraite ; et bien que Mayenne et les officiers les plus expérimentés de l'armée la déclarèrent impraticable, Parme résolut de tenter une retraite.

## La fuite du duc de Parme
Parme ordonna d'élever une redoute sur la rive la plus proche du fleuve. Sur la rive opposée, il en construisit une autre et planta de l'artillerie avec une force de huit cents soldats flamands sous le comte de Bossu dans l'une et un nombre égal de Wallons dans l'autre. Il rassembla tous les bateaux plats, ferries et radeaux que l'on pouvait trouver et à Rouen puis, sous le couvert de ses forts, il transporta toute l'infanterie flamande et la cavalerie espagnole, française et italienne dans la nuit du 22 mai sur la rive opposée de la rivière ; la Seine. Dans le même temps, des batteries furent érigées le long des berges pour éloigner la flotte hollandaise. Le lendemain matin, il envoya toute l'artillerie ainsi que la cavalerie flamande à Rouen en utilisant autant qu'il put les arches brisées du pont détruit pour raccourcir la distance d'une rive à l'autre. Grâce à cela, il réussit à faire traverser le fleuve à toute son armée et à tous ses trains. Une force fut laissée sur place jusqu'au dernier moment pour engager des escarmouches et se déployer le plus largement possible dans le but de distraire les forces du roi. Le jeune prince de Parme Ranuce Ier Farnèse, duc de Parme, commandait cette arrière-garde et l'évasion fut réussie.
La nouvelle de cette opération ne fut portée à la connaissance d'Henri IV qu'après qu'elle eut été accomplie. Lorsque le roi atteignit le bord de la Seine, il vit que l'arrière-garde de l'armée, y compris la garnison du fort de la rive droite, était en train de traverser sous le commandement de Banuccio. Choqué par cela, Henri ordonna rapidement à l'artillerie de s'attaquer aux soldats en retraite, mais le bombardement fut largement inefficace et les forces catholiques espagnoles reprirent leur ligne de marche vers le sud. Henri construit alors un pont sur le Pont de l'Arche et son premier objectif fut de poursuivre avec sa cavalerie mais il était trop tard ; l'infanterie n'aurait pas pu les soutenir à temps.

## Conséquences
La retraite de Parme est complète, mais il doit abandonner son transport avec les malades et les blessés. Après avoir échappé à l'armée d'Henri, les forces de Parme marchèrent ensuite vers l'est à toute vitesse pour atteindre Saint-Cloud en cinq jours. Le duc renforce ensuite la garnison de Paris avant de retourner en Flandre.
Même si Henri avait été trompé par Parme, la victoire lui appartenait stratégiquement puisque Parme s'était retirée devant lui et que Caudebec était de retour entre les mains du roi. Dans le même temps, Henri avait manqué l'occasion de détruire l'armée espagnole et catholique. Parme s'était enfui en Flandre, mais la cour espagnole, compte tenu de sa retraite, signifiait qu'il avait eu affaire à eux et avait été démis de ses fonctions de gouverneur. Le 2 décembre, Parme meurt à Arras, la blessure de la bataille s'étant révélée mortelle.
Une force de la Ligue et des Espagnols a vaincu une armée anglo-royale à Craon le 21 mai, mais ailleurs, ils ont eu moins de succès. À l'hiver de cette année-là, Henri renonça à faire campagne, mais pour lui au moins et pour l'armée protestante, Parme ne représentait plus une menace sérieuse. En décembre, Henri dissout son armée mais n'était pas plus près de reconquérir son royaume.

## Sources
- La guerre de succession de France, 2023,  (ISBN 9782379330957)